# Peceske, Krasîliv
Peceske (în ucraineană Печеське) este localitatea de reședință a comunei Peceske din raionul Krasîliv, regiunea Hmelnîțkîi, Ucraina.

## Demografie
Componența lingvistică a localității Peceske
     Ucraineană (99,33%)
     Alte limbi (0,67%)
Conform recensământului din 2001, majoritatea populației localității Peceske era vorbitoare de ucraineană (99,33%), existând în minoritate și vorbitori de alte limbi.